# Butyrivibrio proteoclasticus
Butyrivibrio proteoclasticus es una especie de  bacteria grampositiva del género Butyrivibrio. Fue descrita en el año 2008. Su etimología hace referencia a degradación de proteínas. Anteriormente conocida como Clostridium proteoclasticum. Es anaerobia estricta y móvil por flagelo subterminal. Tiene un tamaño de 0,4-0,6 μm de ancho por 1,3-3 μm de largo. Forma colonias irregulares, convexas y no hemolíticas. Se ha aislado del rumen de vacas. 